# Fujimi (Nagano)
Fujimi (富士見町?) è una cittadina giapponese della prefettura di Nagano.